# توبي ليستير (كاتب)
توبي ليستير (بالإنجليزية: Toby Lester)‏ هو صحفي وكاتب ومؤلف أمريكي، ولد في 2 نوفمبر 1964.